# JKH GKS Jastrzębie
Der JKH GKS Jastrzębie ist ein polnischer Eishockeyclub aus Jastrzębie-Zdrój. Der Verein wurde im Jahr 1963 gegründet und spielt in der Ekstraliga, der höchsten Spielklasse Polens. Die größten Erfolge sind der Gewinn der polnischen Meisterschaft 2021 und die Triumphe im Polnischen Eishockeypokal in den Jahren 2013, 2018, 2019 und 2021.

## Geschichte des Vereinsnamens
- Górnik Jas-Mos
- GKS Jastrzębie
- KKS "Zofiówka"
- JKH "Czarne Jastrzębie" (1993–2008)
- JKH GKS Jastrzębie (seit 2008)

## Erfolge
- Polnischer Meister: 2021
- Gewinner des polnischen Pokals: 2012/13, 2018/19, 2020/21
- Aufstieg in die Ekstraliga: 1991, 2008
- Beste Platzierungen: 2. Platz 2012/13, 2014/15

## Bekannte Spieler
- Richard Král
- Leszek Laszkiewicz
- Rudolf Wolf
- Kamil Wilczek